# Замок Донегол

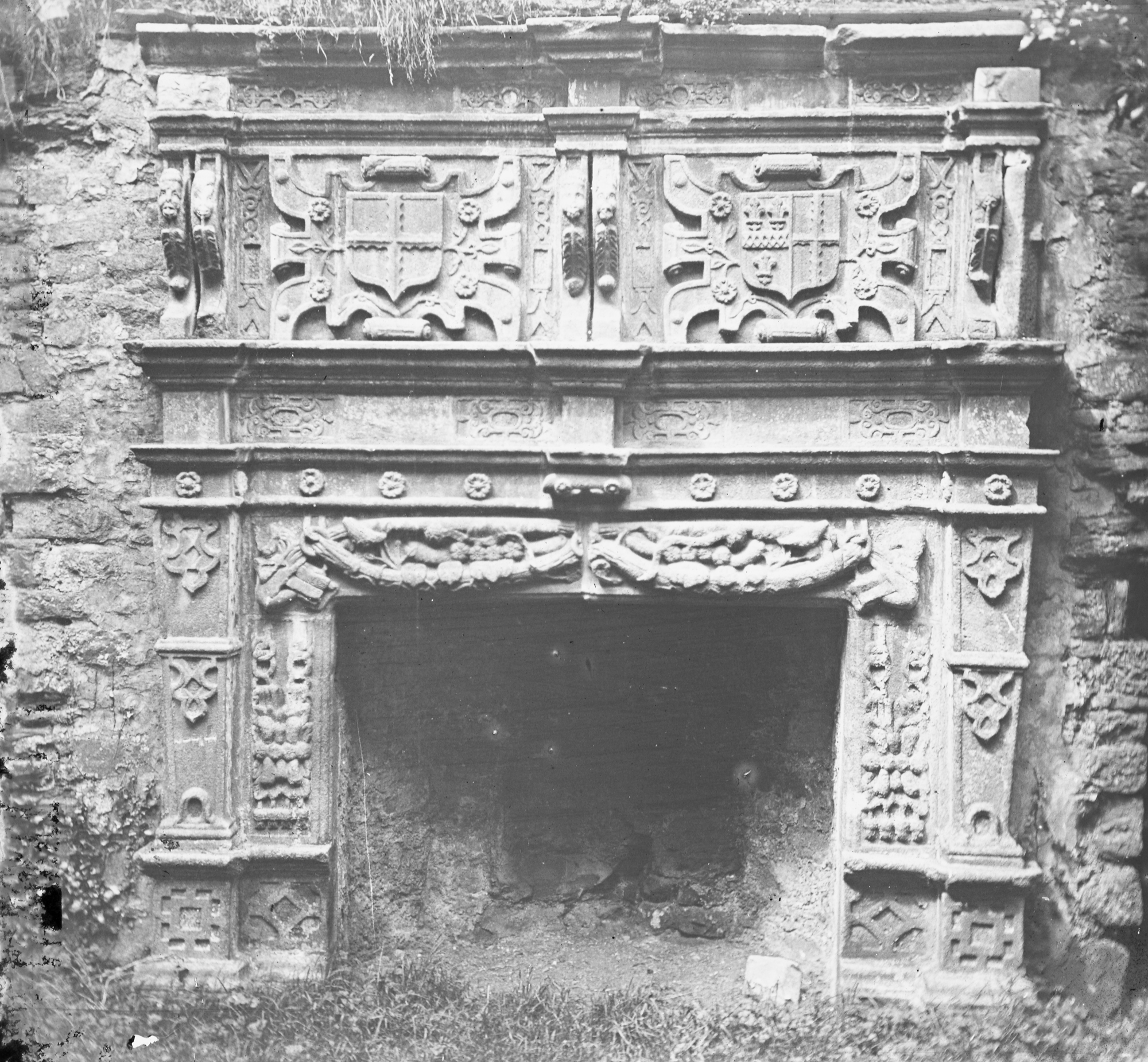
Замок Донегол. Фото 1895 року.

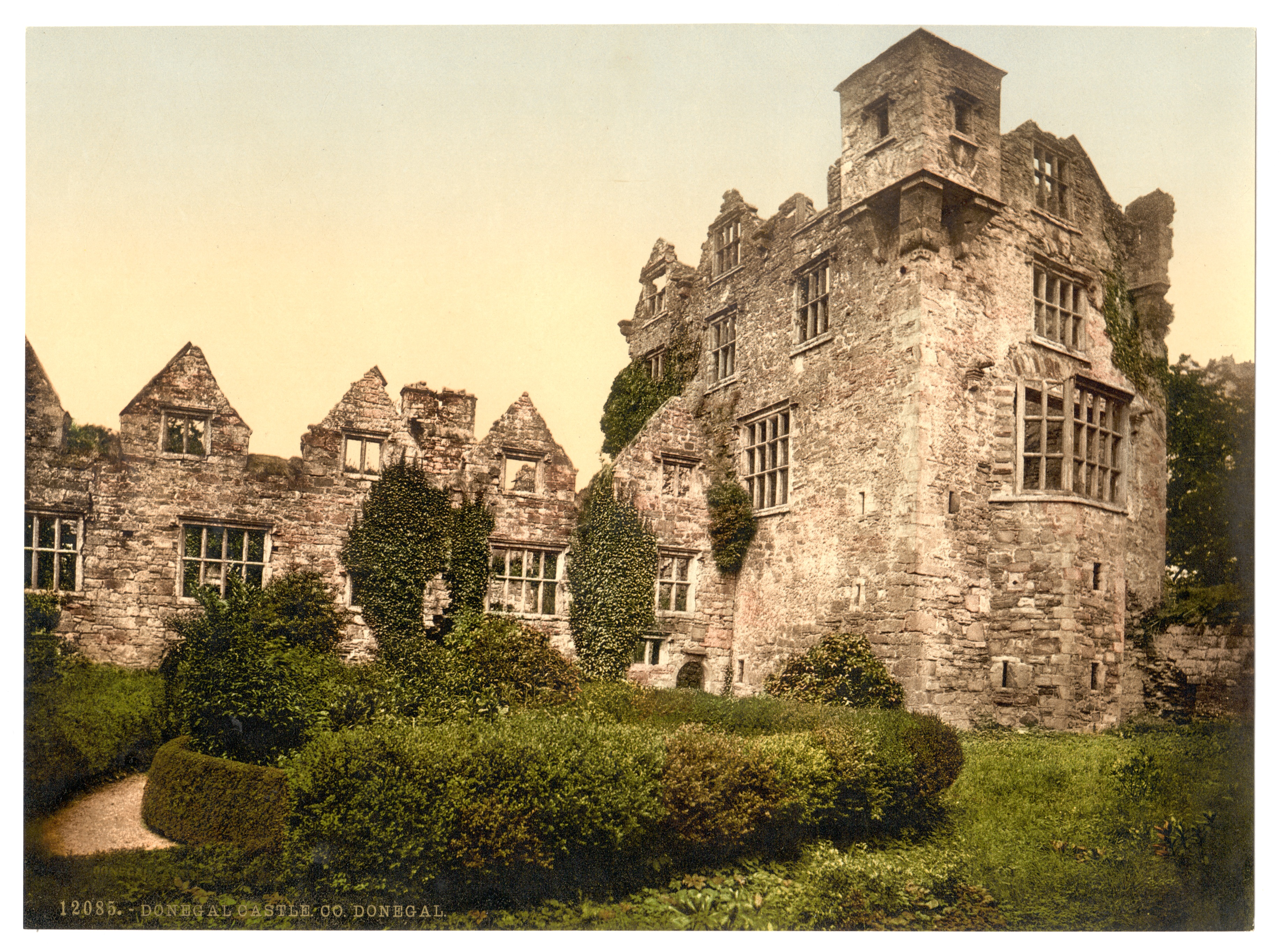
Замок Донегол — фото 1900 року.

Замок Донегол (англ. Donegal Castle, ірл. Caisleán Dhún na nGall) — Кашлен Дун на н-Гал — один із замків Ірландії, розташований в графстві Донегол, в центрі міста Донегол. Довгий час — більше 200 років замок лежав в руїнах, але був відновлений у 1990 роках.
Замок прямокутного плану, побудований у XV столітті, має добудови в стилі часів короля Якова І. Замок стоїть на кручі річки Еске, недалеко від гирла цієї річки і затоки Донегол. Замок оточений стіною XVII століття. Є невелике караульне приміщення біля входу з дзеркальною симетрією. Більша частина давньої кладки була з місцевого дикого каменю — вапняку та пісковику. Замок був твердинею клану О'Доннелл та столицею королівства Тір Коннайлл — останнього вільного ірландського королівства. Клан ОДенелл був одним із найсильніших ірландських кланів з V по XVI століття.
У середу 25 травня 2016 року замок відвідав принц Уельський і Герцогиня Корнуолла, під час свого офіційного візиту в графство Донегол.

## Історія замку Донегол
Ірландська назва замку Донегол — Дун на н-Галл перекладається як «Фортеця іноземця». Чому замок і місто отримали таку назву — не зовсім зрозуміло. Є версія, що в цій місцевості колись висадились вікінги і мали свою фортецю, яка потім була зруйнована у 1159 році. Проте ніяких археологічних свідчень такої фортеці вікінгів не знайдено. Згідно іншої версії цими землями володів колись клан О'Ґалагер (ірл. O'Gallagher), який колись допоміг вікінгам, корабель яких розбився біля цих берегів, і за це віфкінги ніколи не нападали на ці землі. Сер Х'ю О'Доннелл Старший — багатий вождь клану О'Доннелл побудував тут замок в 1474 році. У цей же час він і його дружина Нуала (ірл. Nuala) побудували францисканський монастир далі вниз по течії річки. Місцева легенда говорить про тунелі, що з'єднують ці дві споруди, але ніяких доказів цього не знайдено. Замок вважався одним з найкращих гельських замків в Ірландії. Про це свідчить звіт по відвідування англійського віце-короля, лорд-депутата Ірландії — сера Генрі Сідні, що в 1566 році в листі до Вільяма Сесіла — І барон Берлі, лорд-скарбника охарактеризував його як «найбільшу і найсильнішу фортецю у всій Ірландії», додавши: «Це найбільший замок, який я коли-небудь бачив у руках ірландців, він, здається в хорошому стані, один з найгарніших, розташований на доброму ґрунті і так близько до питної води, що човен десяти тонн може прийти протягом десяти ярдів від нього.»
У 1607 році, після закінчення Дев'ятирічної війни, коли впали останні незалежні королівства Ірландії, і спроба здобути незалежність Ірландії закінчилась черговим крахом, вожді клану О'Доннелл покинули Ірландію під час так званої «Втечі графів». У 1611 році замок і його землі були даровані англійському капітану Басілу Бруку. Замок був серйозно пошкоджений кланом О'Доннелл, для того щоб нові господарі — англійці не могли його використати для боротьби проти ірландських кланів. Але замок був швидко відновлений його новими власниками. Капітан Брук додав нові вікна, нові фронтони і добудував великий новий будинок лорда, крило до сторожової вежі, все в стилі короля Якова І. Сім'я Брук володіла замком протягом багатьох поколінь, поки він не перетворився в цілковиту руїну в XVIII столітті. У 1898 році тодішній власник — граф Арран, пожертвував замок Управлінню громадських робіт Ірландії.

## Відновлення
У 1990-их роках Управління громадських робіт відремонтував замок. Була встановлена нова покрівля і підлог, відповідно до первинних стилів і технік, що використовуються в XV столітті. Дубові деревні матеріали були привезені з Брукенброу Естейт, що в графстві Фермана. Замок у даний час відкритий для публіки і часто в замку проводяться такі заходи, як гельські культурні вечори.